# Capitan Kuk
Capitan Kuk è una serie televisiva d'animazione italiana, ideata da Maria Teresa Carpino, per la regia di Loredana Middione e Francesco Colombo, prodotta da MTO2 e Rai Fiction in collaborazione con il Ministero della Salute. Le musiche sono di Daniele Silvestri e Gianluca Misiti. È diretto ad un pubblico di bambini in età prescolare e consta di 26 episodi di 6 minuti ciascuno. La prima serie è del 2011.
L'avventura è innestata su una vena educativa, in quanto lo scopo dichiarato della serie è aiutare i bambini a superare l'avversione per la frutta e la verdura, componenti essenziali di una corretta alimentazione.

## Trama
La serie narra le avventure di Francesco un bambino di 10 anni che grazie alla frutta e alla verdura, entra nella dimensione del mondo di Health dove si trasforma nel mitico Capitan Kuk, un marinaio coraggioso che si oppone al piano di conquista del malvagio pirata goloso Golosix il cui obiettivo è sottrarre tutto il cibo di Health, riducendo gli abitanti alla fame. L'unico ad opporsi è Mabù, il re di Health che però è stato trasformato da Golosix in un omino peloso con delle grandi orecchie. Per questo motivo Mabù chiede aiuto a Capitan Kuk per liberare il suo mondo dall'oppressione di Golosix.

## Personaggi

### Francesco / Capitan Kuk
Francesco è intelligente e prudente, quindi sa benissimo che per un bambino di dieci anni, per giunta un po' impacciato, salire in testa d'albero non è impresa facile... però quando si trasforma in Capitan Kuk... diventa un “lupetto di mare” che, al comando del suo vascello, il Vitamina, solca i mari di Health avido di avventure, sempre pronto ad aiutare chi ne ha bisogno e alla lotta contro Golosix. Coraggioso fino all'irruenza, Capitan Kuk nuota come un pesce, si arrampica come una scimmia e ha un equilibrio da felino. Come tutti i bambini della sua età, passa da un estremo all'altro della scala dei sentimenti in un battibaleno. Si infiamma velocemente appena annusa odore di avventura ma altrettanto rapidamente si smorza di fronte al primo ostacolo. Per fortuna che c'è la sorellina Chiara che lo rimette immediatamente sulla strada giusta. Assunto il vegetale che ogni volta si porta dalla nostra dimensione, dopo aver pronunciato la sua fatidica frase - ciurma, all'avverduraggio! - Capitan Kuk assume delle capacità straordinarie, il che fa comprendere ai nostri piccoli spettatori che mangiando frutta e verdura si cresce più in fretta.

### Chiara / Kiara
è la sorellina di Francesco. È sempre carina e ordinata, proprio una bimbetta a modo, sempre con un sorriso che sprizza allegria. Ha una sana e giocosa curiosità verso il mondo, che osserva con candore infantile: se i rami di un albero fremono al vento, è certo che l'albero sta tremando per il freddo. Chiara agisce senza esitazioni, una vera e propria forza della natura: ciò che va fatto si fa, e basta. Se Francesco, per esempio, esitano davanti a un fiume da attraversare sulla testa dei coccodrilli, tranquilla e serena, lei prende e va, ed è già dall'altra parte prima che i nostri, e i coccodrilli, abbiano il tempo di dire "ma...". È la presenza del fratello maggiore a darle questa sicurezza: Chiara è forte, è fortissima, perché sa che Francesco è con lei. Se i due sono impelagati in una situazione disperata, lo sguardo di Chiara, fiducioso e limpido, è sempre appuntato su Francesco. Che, a sua volta, trae fiducia in se stesso dalla sconfinata (anche se mai espressa esplicitamente) fiducia che Chiara ha in lui. Chiara è un membro essenziale della ciurma, perché rappresenta lo sguardo “pulito” dell'infanzia, la capacità di vedere le cose per quello che sono. Se non fosse per lei e per le sue capacità strabilianti di individuare le soluzioni più rapide, le missioni di Capitan Kuk, si arenerebbero spesso. Chiara è l'unica che tratta Capitan Kuk per quello che è, cioè suo fratello anche se questo a volte sminuisce l'immagine del Capitano agli occhi degli estranei. Se si ostina a voler fare qualcosa
che il fratello ritiene pericoloso, basta un "lo dico a mamma", che Capitan Kuk perde di colpo tutta la propria baldanza e aspetto eroico di fronte agli altri. Capitan Kuk e Chiara sono una coppia perfetta, perché….sono fratelli. Che ci volete fare, le sorelline sono fatte così.

### Mabù
Mabù è il re di Health ed è stato trasformato da Golosix in una specie di palla pelosa parlante. Non si capisce mai quello che dice, perché si esprime in una lingua che sembra un brontolio continuo. Solo Chiara lo capisce e lo tratta come se fosse il suo cagnolino, nonostante Mabù non sopporti le effusioni della ragazzina in pubblico... palla di pelo o meno, è pur sempre il re di Health, no?
È il fiero alleato di Capitan Kuk ed è lui che custodisce il veliero Vitamina al sicuro e chiama Francesco al momento di entrare in missione. È indispensabile alla ciurma di Capitan Kuk, perché è il solo che conosce il mondo di Health, fino agli anfratti più nascosti. La sua speranza più grande è che, una volta battuto Golosix, potrà ritornare alla sua forma originaria.

### Golosix
Golosix è un pirata-stregone che proviene da un'altra dimensione, di cui nessuno conosce il nome o la posizione. Sembra un bambino di 11 anni, ma nessuno sa quanti ne abbia in realtà. Non conosce la parola amicizia e sospetta sempre di tutto e di tutti. Crede di essere un genio, ma alla fine dei conti non sembra essere proprio intelligentissimo.